# Provincia de Oulu
La provincia de Oulu (en finés: Oulun lääni, en sueco: Uleåborgs län) fue una provincia de Finlandia desde 1775 hasta 2010, cuando se instauró la actual división en regiones. La provincia recibió el nombre de su capital, la ciudad de Oulu.
El 8,8% de los finlandeses, o unas 461.000 personas, vivían en la provincia de Oulu (2004). Las ciudades más grandes, además de la capital Oulu, eran Kajaani, Raahe y Kuusamo.

Escudo entre 1809 y 1917
Escudo después de 1917

## Historia
Para historia, geografía y cultura, véase: Ostrobotnia

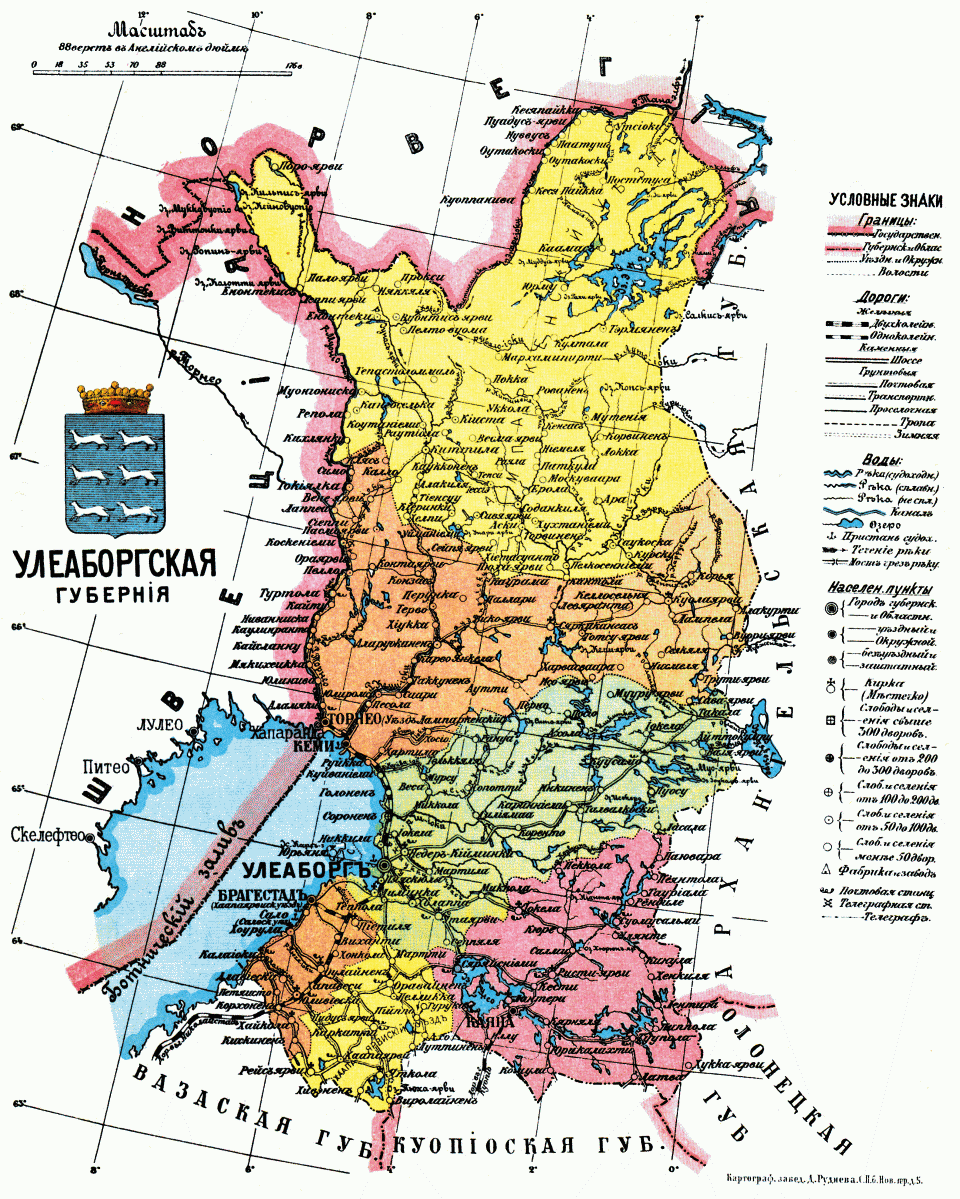
La gobernación de Uleaborg en el Imperio ruso, 1913.

Provincia de Oulu en 2009.

La provincia de Oulu se estableció en 1775 cuando Finlandia era una parte integrada de Suecia desde la parte norte del condado de Ostrobotnia. La nueva provincia llevaba el nombre de su sede administrativa, Oulu.
Como consecuencia de los tumultuosos conflictos de las guerras napoleónicas, Suecia se había aliado con el Imperio ruso, el Reino Unido y los otros partidos de la Cuarta Coalición contra la Francia napoleónica. Sin embargo, tras el tratado de Tilsit en 1807, Rusia hizo las paces con Francia y abandonó la coalición. Esto permitió a Rusia en 1808 desafiar a Suecia en la guerra finlandesa por el control de Finlandia. En el tratado de Fredrikshamn del 17 de septiembre de 1809, Suecia se vio obligada a ceder a Rusia todo su territorio en Finlandia.
Los territorios cedidos se convirtieron en parte del Imperio ruso y se reconstituyeron en el Gran Ducado de Finlandia, con el zar ruso como Gran Duque. La provincia de Oulu se expandió en 1809 con partes del condado de Västerbotten (parte oriental del valle de Torne y la histórica Laponia). Después de que Finlandia se independizó de Rusia, en 1917, no hubo cambios en la provincia de Oulu hasta 1938, cuando la parte norte se separó y se estableció como la provincia de Laponia.
Todas las provincias de Finlandia fueron abolidas el 1 de enero de 2010.

## Regiones
La provincia de Oulu estaba dividida en 2 regiones:
- Ostrobotnia del Norte (Pohjois-Pohjanmaa)
- Kainuu

## Municipios en 1997
Nota: ciudades en negrita
|  | - Alavieska - Haapajärvi - Haapavesi - Hailuoto - Haukipudas - Hyrynsalmi - Ii - Kajaani - Kalajoki - Kempele - Kiiminki - Kuhmo | - Kuusamo - Kärsämäki - Liminka - Lumijoki - Merijärvi - Muhos - Nivala - Oulainen - Oulu - Oulunsalo - Paltamo - Pudasjärvi | - Puolanka - Pyhäjoki - Pyhäjärvi - Pyhäntä - Raahe - Reisjärvi - Ristijärvi - Sievi - Siikajoki - Siikalatva - Sotkamo - Suomussalmi | - Taivalkoski - Tyrnävä - Utajärvi - Vaala - Vihanti - Yli-Ii - Ylivieska |

## Municipios anteriores
Desmantelados antes de 1997
|  | - Kajaanin mlk - Oulujoki - Paavola - Rautio - Revonlahti - Saloinen - Kestilä - Kuivaniemi | - Pattijoki - Piippola - Pulkkila - Rantsila - Ruukki - Temmes - Vuolijoki - Ylikiiminki |

## Gobernadores
- Carl Magnus Jägerhorn (1775-1782)
- Adolf Tandefelt (1782-1785)
- Johan Fredrik Carpelan (1785-1800)
- Samuel af Forselles (1800-1802)
- Adolf Edelsvärd (1802-1804)
- Jakob Daniel Lange (1805-1808)
- Carl Henrik Ehrenstolpe (1809-1820)
- Samuel Fredrik von Born (1820-1826)
- Johan Abraham Stjernschantz (1826-1834)
- Robert Wilhelm Lagerborg (1834-1849)
- Alexander Lavonius (1849-1862)
- George von Alfthan (1862-1873)
- Otto Nyberg (1873-1879)
- Carl Johan Jägerhorn (1878-1883)
- Carl Adolf Tamelander (1883-1884)
- Johan Gabriel Masalin (1884-1886)
- Johan Axel Gripenberg (1886-1889)
- Anders Johan Malmgrén (1889-1897)
- Gustaf Esaias Fellman (1897-1901)
- Edvard Furuhjelm (1901-1903)
- Otto Savander (1903-1905)
- Guido Gadolin (1905-1911)
- Hjalmar Langinkoski (1911-1915)
- Axel Fabian af Enehjelm (1915-1917)
- Matts von Nandelstadh (1917-1925)
- Eero Pehkonen (1925-1948)
- Kaarle  Määttä (1949-1967)
- Niilo Ryhtä (1967-1973)
- Erkki  Haukipuro (1973-1986)
- Ahti  Pekkala (1986-1991)
- Eino Siuruainen (1991-2009)